# یوسف عرابی
یوسف عرابی (عربی: یوسف عرابی)(درگذشته: ۵ مه ۱۹۶۶) یک افسر فلسطینی در ارتش سوریه که همزمان عضو بخش مسلح جنبش فتح (العاصفه) نیز بود. او در سال ۱۹۶۶ در کمپ یرموک در دمشق در تلاشی برای کاهش تنش بین دو رهبر فلسطین یاسر عرفات و احمد جبریل کشته شد.

## پروسه نظامی
یوسف عرابی بعنوان فرمانده یکی از یکانهای سازمان آزادیبخش فلسطین در ارتش سوریه کار می‌کرد وی در اواخر دهه پنجاه به العاصفه یعنی بخش مسلح جنبش فتح پیوست.
در سال ۱۹۶۶ اسد که وزیر دفاع بود او را بعنوانٰ رئیس عملیات جنبش فتح که آنزمان مقرش در سوریه بود انتخاب کرد.

## ترور
در ۵ مه ۱۹۶۶ در نشستی که به ریاست عرابی برای کاهش تنش بین یاسر عرفات و احمد جبریل در کمپ یرموک برگزار شده بود، وی ترور شد و سپس بنا به دستور اسد تعدادی از مسئولین جنبش فتح از جمله عرفات و معاونش خلیل الوزیر دستگیر و زندانی شدند؛ ولی بعداً آزاد شده و پرونده بسته می‌شود.